# Edward LeSaint
Edward J. LeSaint (13 décembre 1870 à Cincinnati - 10 septembre 1940 à Hollywood (Los Angeles) est un acteur et réalisateur américain qui joua dans plus de 300 films et en dirigea plus de 90.

## Biographie
Edward J. LeSaint monta sur scène encore enfant à Philadelphie. Il fait ses débuts au cinéma en tant qu'acteur en 1911 dans From the Bottom of the Sea, un court métrage de l'Independent Moving Pictures Co. of America (IMP) avec Mary Pickford. Ce sera le premier des 315 films auxquels il participera en tant qu'acteur. Le dernier sera A Night at Earl Carroll's en 1940 de la Paramount Pictures où il a un petit rôle en tandem avec son épouse, Stella.
En parallèle à sa carrière d'acteur LeSaint dirigera 123 films. Il réalise son premier film en 1912 Where Paths Meet. Après six films pour l'IMP, il travaille pour la Selig Polyscope Company où il rencontre Stella LeSaint, une actrice de théâtre et de vaudeville qu'il dirige dans son premier film, Between the Rifle Sights. Ils se marièrent le 25 décembre 1913 et restèrent unis toute leur vie.
Edward Lesaint écrira également le scénario de neuf films.

## Filmographie partielle

### Comme acteur
- 1931 : The Lawyer's Secret de Louis Gasnier et Max Marcin (non crédité)
- 1931 : Graft de Christy Cabanne
- 1931 : Huckleberry Finn, de Norman Taurog
- 1931 : Le Ranch de la terreur (Range Feud) de D. Ross Lederman
- 1931 : Gentleman's Fate de Mervyn LeRoy
- 1932 : Hors-bord C-67 (Speed Demon) de D. Ross Lederman
- 1933 : La Soupe au canard, de Leo McCarey
- 1933 : The Thrill Hunter (en) de George B. Seitz
- 1933 : The Last Trail de James Tinling
- 1933 : The Power and the Glory de William K. Howard
- 1933 : Treason
- 1934 : Frontier Marshal
- 1934 : Once to Every Woman (en)
- 1934 : The Lost Jungle
- 1934 : Student Tour de Charles Reisner
- 1935 : Romance in Manhattan, de Stephen Roberts
- 1935 : Émeutes (Frisco Kid) de Lloyd Bacon
- 1936 : Sur la piste d'Oregon (The Oregon Trail)
- 1936 : Disorder in the Court (en)
- 1936 : Les Temps modernes, de Charlie Chaplin
- 1936 : Reefer Madness de Louis Gasnier
- 1937 : Forty Naughty Girls d'Edward F. Cline
- 1937 : My Dear Miss Aldrich de George B. Seitz
- 1938 : Start Cheering d'Albert S. Rogell
- 1940 : Le Fantôme du cirque (The Shadow) de James W. Horne

### Comme réalisateur
- 1914 : Ye Vengeful Vagabonds
- 1914 : Memories
- 1914 : The Fire Jugglers
- 1914 : His Father's Rifle
- 1915 : Poetic Justice of Omar Khan
- 1915 : Ingratitude of Liz Taylor
- 1915 : The Circular Staircase
- 1915 : Lord John's Journal
- 1915 : Lord John in New York
- 1916 : The Grey Sisterhood
- 1916 : Three Fingered Jenny
- 1916 : The League of the Future
- 1916 : The Three Godfathers
- 1916 : The Jackals of a Great City
- 1917 : The Golden Fetter
- 1919 : The Wilderness Trail
- 1920 : À ton bonheur (Flames of the Flesh)
- 1922 : More to Be Pitied Than Scorned
- 1922 : Only a Shop Girl

### Comme scénariste
Film réalisés par Edward LeSaint, sauf mention contraire
- 1914 : Footprints
- 1916 : The Three Godfathers
- 1920 : Merely Mary Ann
- 1922 : L'Engrenage (Oath-Bound) de Bernard J. Durning
- 1923 : Temptation

## Source de la traduction
- (it) Cet article est partiellement ou en totalité issu de l’article de Wikipédia en italien intitulé « Edward LeSaint » (voir la liste des auteurs).